# Stephen Hunter
Stephen Hunter este un scriitor de thriller american.